# Arhitektonski fakultet u Zagrebu
Arhitektonski fakultet u Zagrebu je dio Sveučilišta u Zagrebu. Nalazi se u ulici Andrije Kačića Miošića 26, u Donjem gradu u Zagrebu, u istoj zgradi kao i građevinski i geodetski fakultet. Pripada tehničkom podskupu Sveučilišta u Zagrebu.
Vodeća je institucija u Hrvatskoj za školovanje u oblasti arhitekture i urbanizma. 
Časopis Domus, jedan od najuglednijih arhitektonskih časopisa na svijetu, svrstao je ovaj fakultet na listu 50 najboljih fakulteta i škola arhitekture u Evropi.

## Ustrojstvo[3]
Fakultetom upravljaju Fakultetsko vijeće i dekan. Fakultetsko vijeće čine svi redoviti i izvanredni profesori, docenti te predstavnici nastavnika, studenata i suradnika izabranih u nastavna i suradnička zvanja.

### Katedre
- Katedra za arhitektonsko projektiranje
- Katedra za urbanizam, prostorno planiranje i pejzažnu arhitekturu
- Katedra za arhitektonske konstrukcije i zgradarstvo
- Katedra za povijest i teoriju arhitekture

### Zavodi
Zavodi su utvrđeni kao poslovne jedinice fakulteta s istim pravnim položajem i ravnopravni u međusobnim odnosima, stvorene u svrhu rada na određenim naučno-istraživačkim i stručnim zadacima, samostalno ili u suradnji s spoljašnjim naručiocima. U zavodima se djelomično odvija i pedagoški rad sa studentima, koji se katkada uključuju u rješavanje i izradu stručnih projekata.
- Zavod za arhitekturu
- Zavod za urbanizam, prostorno planiranje i pejzažnu arhitekturu
- Zavod za zgradarstvo i fiziku zgrada
- Zavod za graditeljsko naslijeđe

### Naučno-informacijske jedinice
- Studijski arhiv
- Uredništvo znanstvenog časopisa "Prostor"
- Mediteranski centar za graditeljsko naslijeđe Split
- Studijski centar Motovun

### Administracija s pomoćnim službama
- Administracija (Tajništvo)
- Računovodstvo
- Studentska referada
- Održavanje zgrada

## Alumni
- Đorđe Romić